# 易貞
易貞 （1850年—？），字成吾、丞午，号煚士，河南省光州直隸州商城縣（今河南省商城縣）人，清朝政治人物、進士出身。
光緒十五年，登進士，同年五月，著主事，分部学习。后授軍機章京。宣統三年，任典禮院學士。